# Forsbäck
Forsbäck är en stadsdel i tätorten Onsala i Kungsbacka kommun i Hallands län.
År 1990 räknade SCB Forsbäck som en småort med namnet Forsbäck + Kungsbacka:1. Småorten låg söder om den dåvarande tätorten Oskarsberg och norr om den dåvarande tätorten Vickan. Vid avgränsningen 1995 växte tätorterna Oskarsberg och Vickan tillsammans med småorten Forsbäck ihop till tätorten Onsala. 
Forsbäck ligger i Vallda socken/Vallda distrikt.